# 우진교통 (대구)
우진교통(宇進交通)은 대구광역시의 시내버스 운송 업체이다.

## 개요
1979년 11월 20일에 운송 면허를 취득하여 서구 본리동에서 진안여객 본리동 영업소 분리 독립 설립되었으며 본리동 감천네거리 일대가 개발되면서 2004년 서구 이현동 서평초등학교 근처로 차고지를 이전하였다가, 2014년 11월 달성군 하빈면 봉촌리 봉촌2리마을회관 인근으로 차고지를 이전했다.

## 차고지
- 차고지: 대구광역시 달성군 하빈면 하빈남로 414 (봉촌리)
- 면허지: 대구광역시 서구 북비산로 105 (이현동)

## 보유 차종
- 현대자동차: 현대 뉴 슈퍼 에어로시티, 현대 저상 뉴 슈퍼 에어로시티

## 노선
| 노선번호  | 운행경로 기점 ↔ 중간경유지 ↔ 종점 | 운행경로 기점 ↔ 중간경유지 ↔ 종점                    | 운행경로 기점 ↔ 중간경유지 ↔ 종점    | 운행대수     | 비고                    |
| --------- | --------------------------------- | ---------------------------------------------------- | ------------------------------------ | ------------ | ----------------------- |
| 급행1번   | 동구 도학동 동화사                | 중구 공평동 2.28기념중앙공원                         | 달성군 다사읍 매곡리공영차고지       | 8            | 광남자동차 공배         |
| 직행1번   | 학정청아람                        | 신기역                                               | 영남대학교                           | 3            | 경북교통 공배           |
| 520번     | 달성군 다사읍 매곡리공영차고지    | 서구 내당4동 경운초등학교                            | 중구 동성로3가 약령시                | 5 (저상 3)   | 우주교통 공배           |
| 527번     | 달성군 다사읍 매곡리공영차고지    | 서구 비산2.3동 서부시장                              | 칠곡군 동명면 금암리 동명교통 차고지 | 13 (저상 11) | 동명교통 공배           |
| 564번     | 달성군 다사읍 매곡리공영차고지    | 남구 대명11동 서부정류장                             | 수성구 범물1동 용지역                | 11 (저상 9)  | 세진교통 공배           |
| 655번     | 달성군 유가읍 유곡리공영차고지    | 달서구 대곡동 대곡역                                 | 달성군 다사읍 매곡리공영차고지       | 2 (저상 1)   | 세한여객, 현대교통 공배 |
| 성서1번   | 달성군 다사읍 매곡리공영차고지    | 달서구 진천동 진천역                                 | 달성군 다사읍 매곡리공영차고지       | 6 (저상 2)   | 단독운행                |
| 성서1-1번 | 달성군 다사읍 매곡리공영차고지    | 달서구 진천동 진천역                                 | 달성군 다사읍 매곡리공영차고지       | 6 (저상 1)   | 단독운행                |
| 성서3번   | 달성군 다사읍 매곡리공영차고지    | 달서구 장기동 달서아트센터 북구 노원동3가 팔달시장역 | 달성군 다사읍 매곡리공영차고지       | 6 통합       | 단독운행                |
| 예비      |                                   |                                                      |                                      | 3            | 단독운행                |
| 9종       |                                   |                                                      |                                      | 63대         |                         |